# Monument de la Renaissance africaine
Pour les articles homonymes, voir Renaissance africaine.
Le Monument de la Renaissance africaine est un groupe sculpté monumental, œuvre du sculpteur Virgil Magherusan, situé à Ouakam, une commune d'arrondissement de Dakar. Ce monument de 52 mètres en bronze et cuivre, a été érigé sur l'une des deux collines volcaniques coniques qui surplombent la capitale sénégalaise, les Mamelles, la plus haute portant déjà le phare des Mamelles.
Le monument représente un couple et son enfant, dressés vers le ciel. Il est officiellement inauguré le 3 avril 2010 lors des cérémonies du cinquantenaire de l'indépendance du Sénégal.

## Construction
L'ouvrage, dont les travaux ont débuté en 2002, a coûté entre 9 et 15 milliards de francs CFA (15 à 23 millions d'euros). Il fait partie des grands projets du président Abdoulaye Wade qui veut en faire le symbole de la « dignité du continent ». Il s'agit de montrer au travers d'une famille dressée vers le ciel, l'homme portant son enfant sur son biceps et tenant sa femme par la taille, « une Afrique sortant des entrailles de la terre, quittant l'obscurantisme pour aller vers la lumière ». Le monument figure en effet une famille africaine résolument tournée vers le Nord-Ouest.
La statue aurait été conçue par le sculpteur d'origine roumaine Virgil Magherusan.
Le projet du monument a été confié à l'architecte sénégalais Pierre Goudiaby Atepa, auteur « notamment » de la Porte du Troisième millénaire qui surplombe la route de la Corniche. L'œuvre a été « dessinée » par le président Wade qui en détient 35 % des droits d'auteur, mais l'œuvre avait été initiée par le célèbre artiste sénégalais Ousmane Sow qui s'est depuis retiré du projet à cause d'une mésentente avec Abdoulaye Wade.

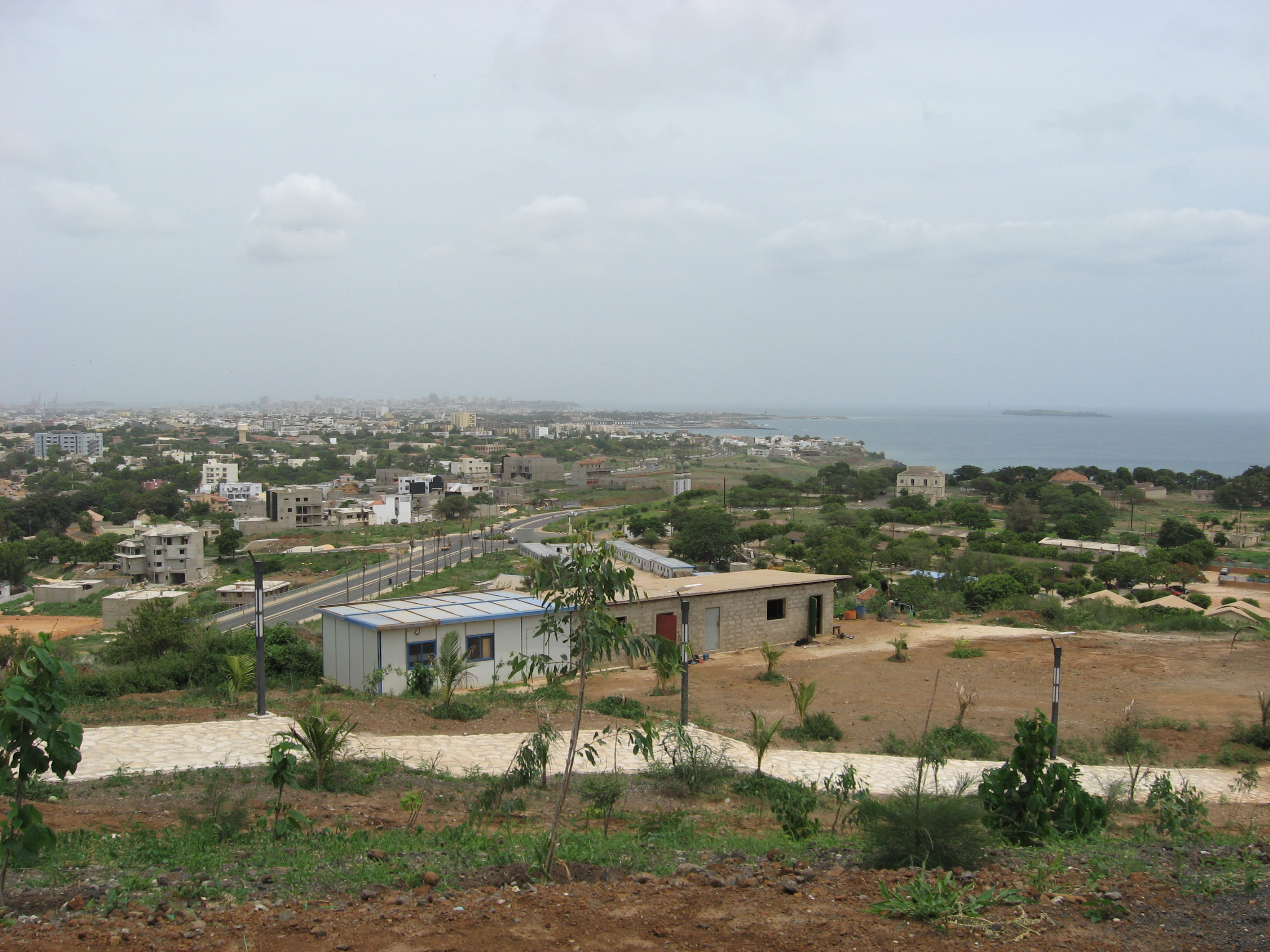
Logements de chantier nord-coréens (août 2010).

Sa maîtrise d'œuvre est assurée par l'atelier Mansudae de Corée du Nord. Le paiement s'est effectué en nature, avec 30 à 40 hectares de terrain qui seront mis en valeur par un homme d'affaires sénégalais.
Selon le ministre sénégalais de la Culture et de la Francophonie, Serigne Mamadou Bousso Lèye, la durée de vie du monument serait de 1 200 ans.
Le projet prévoyait initialement que la structure abrite un restaurant panoramique accessible par un ascenseur, mais il n'a pas vu le jour.

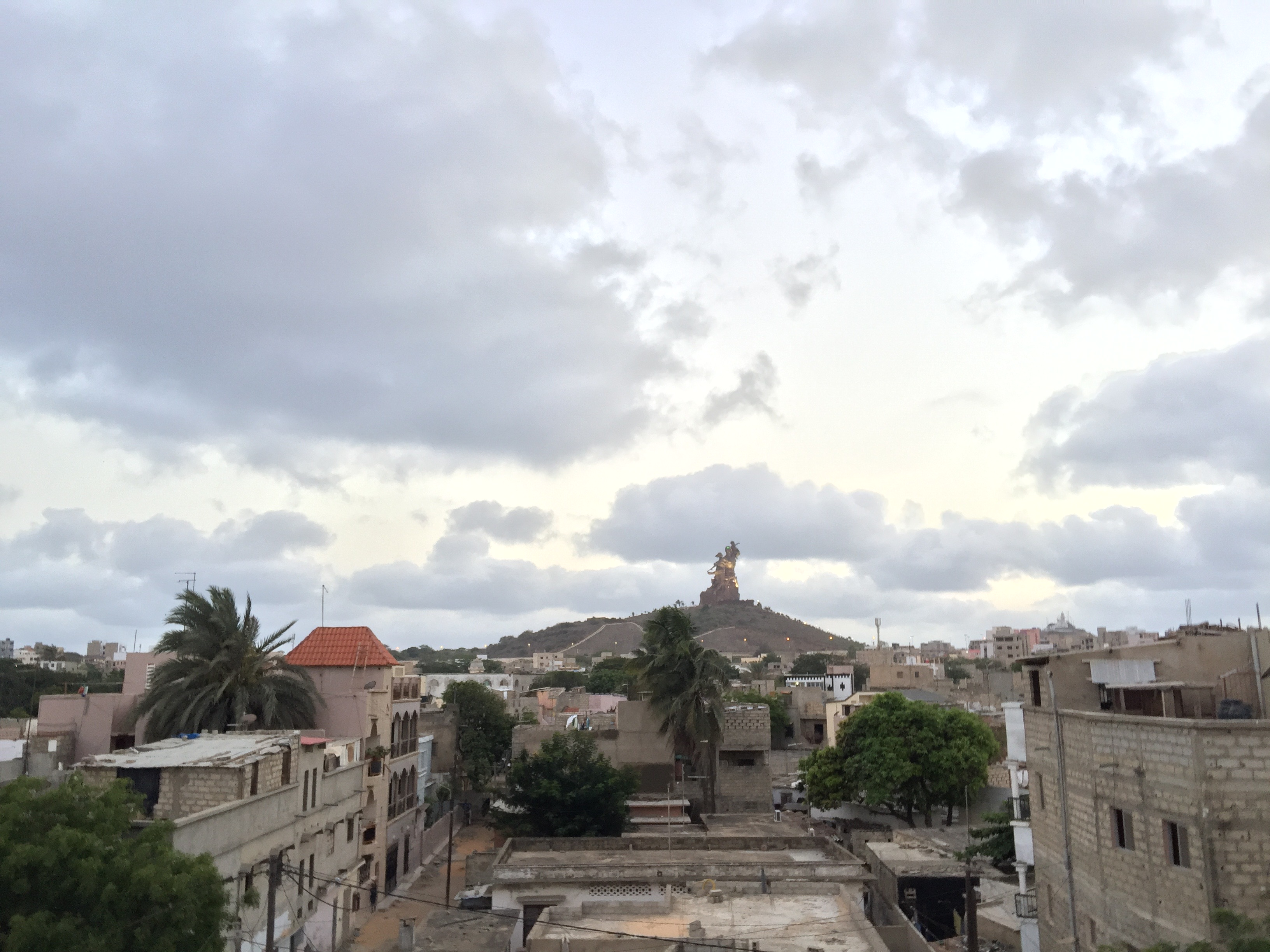
Vue de la Statue de « lati américain » d'Ouakam (aout 2016).

L'inauguration du monument initialement prévue le 12 décembre 2009 a été reportée au 4 avril 2010 afin de « correspondre au 50e anniversaire de l'indépendance de nombreux États africains », selon un communiqué officiel. Le 4 avril est en effet le jour de la fête nationale au Sénégal. Le monument a été inauguré par le président Wade en présence d'une vingtaine de chefs d'État africains, du numéro deux du régime nord-coréen, ainsi qu'une forte délégation du gouvernement français.

## Polémique
Ce projet a fait l'objet de nombreuses critiques et a concentré les oppositions au président Wade.
La polémique concerne notamment son coût jugé pharaonique dans un contexte de crise économique du pays, un financement jugé par l'opposition peu transparent et l'annonce publique que le chef de l'État se réserverait, au titre de la propriété intellectuelle, 35 % des recettes engendrées par la visite du monument et la fréquentation des infrastructures attenantes et que son fils Karim Wade présiderait le conseil d'administration de la fondation chargée de la gestion. Il est également critiqué que sa construction ait été menée par la dictature nord-coréenne. Peu avant l'inauguration, des centaines de personnes ont manifesté dans les rues de Dakar pour demander la démission d'Abdoulaye Wade pour ces raisons.
Alors que certains jugent aussi le style du monument trop stalinien ou y voient des symboles maçonniques, d'autres le trouvent trop païen et indécent (le pagne porté par la femme fut pourtant rallongé par rapport au projet initial) dans un pays musulman à 95 %. Le 11 décembre 2009, dans un sermon unitaire, une trentaine d'imams de Dakar et de sa banlieue ont prêché contre le monument comme contraire à l'islam et ont donné une conférence de presse pour expliquer leur position,.
En leur répondant, le président Wade a provoqué un incident avec la communauté chrétienne du pays et quelques troubles (violents affrontement entre jeunes chrétiens et forces de l'ordre) en demandant aux imams pourquoi ils ne s'offusquaient pas des statues de Jésus présentes dans les églises, « Des gens adorent le Christ qui n'est pas Dieu », propos pour lesquels il a ensuite présenté des excuses.
Des féministes ont également critiqué la position en retrait de la femme dans la sculpture.